# Guerra georgiano-armenia
La Guerra georgiano-armenia fue una guerra fronteriza en 1918 entre la República Democrática de Georgia y la República Democrática de Armenia, en parte de las provincias entonces disputadas del distrito de Lorri, de Javakheti, y de Borchalo, que habían sido históricamente territorios armenios, y poblados en gran parte por ellos mismos en el siglo XIX.
Al final de la Primera Guerra Mundial algunos de estos territorios fueron ocupados por los otomanos. Tras el Armisticio de Mudros, los otomanos abandonaron la región, y tanto los georgianos y armenios reclamaron el control de la misma. El conflicto degeneró en choques armados el 7 de diciembre de 1918. Las hostilidades continuaron hasta el 31 de diciembre, sin que ningún bando obtuviera una victoria definitiva. Los británicos intervinieron, logrando un alto el fuego que dejó la parte disputada del distrito de Borchalo bajo administración conjunta georgiano-armenia. Dicha administración duró hasta el establecimiento del dominio soviético en Armenia en 1920.

Batalla de Ayrum
La Batalla de Ayrum empezó la noche de 12 de Diciembre ,los 14 soldados del comandados por Drastamat Kanayan contra un ejército de 500 georgianos,lograron la victoria decisiva de Armenia

## Antecedentes
Durante las etapas finales de la Primera Guerra Mundial, los armenios y georgianos hubieron de defenderse del avance de  los ejércitos del Imperio otomano. En junio de 1918, con el fin de evitar la ocupación de Tiflis, las tropas georgianas ocuparon (en teoría temporalmente) la provincia de Lorri, que a la sazón contaba con un 75 % de población armenia. Después del Armisticio de Mudros y la retirada de los otomanos, las fuerzas georgianas no se retiraron del territorio. El dirigente menchevique georgiano Irakli Tsereteli adujó la mayor seguridad de la población armenia frente a posibles agresiones turcas si aquella se mantenía como parte de Georgia para no abandonar la región.
Incluso durante la ocupación alemana de Georgia se habían sucedido los incidentes fronterizos entre las dos repúblicas. Cuando el 27 de octubre de 1918 los georgianos ofrecieron a Armenia la convocatoria de una conferencia cuatripartita que incluyese a Georgia, Armenia, Azerbaiyán y la República de las Montañas del Cáucaso Septentrional a fin de resolver las cuestiones pendientes entre las partes y lograr una postura común en la próxima conferencia de paz que se iba a celebrar en París, los armenios comenzaron aceptando pero, al poco, decidieron no enviar a sus representantes sin antes resolver bilateralmente las disputas entre Armenia y Georgia. La conferencia, que se retrasó para dar tiempo a los armenios a cambiar de opinión, comenzó el 11 de octubre de 1918 sin delegados armenios. Ante la insistencia de los georgianos de que los armenios debían participar, se levantó la sesión en diversas ocasioines, pero Armenia siguió negándose a participar, desconfiando de la postura de las dos repúblicas de mayoría musulmana ante sus reclamaciones territoriales con Georgia y confiando en el apoyo de los países de la Entente para lograr sus aspiraciones.
A comienzos de diciembre los otomanos comienzan a retirarse del Cáucaso, avisando de ello a armenios y georgianos, pero dándoles distintas fechas para la retirada, de manera que, cuando las tropas armenias se disponen a ocupar Lorri y Borchalo, se encuentran con fuerzas georgianas que ya ocupan los territorios (6 de diciembre de 1918).
Por otro lado, aunque el 5 de diciembre de 1918 el ministro de exteriores armenio declara que no piensa enviar tropas a ocupar el distrito de Ajalkalaki, también en disputa, hasta que se haya resuelto a quién ha de ser asignado, los georgianos lo ocupan el día 7, alegando la protección de la población civil, razones históricas, morales y políticas.
Poco después, en el mismo mes de diciembre de 1918, estalla una revuelta centrada en la aldea de Uzunlar de la región de Lorri que a los pocos días se extiende y se convierte en una guerra entre las dos repúblicas enfrentadas.

## Los combates
La mala administración georgiana y la propaganda de los nacionalistas armenios desencadenan la rebelión. El embajador georgiano propone al ministro de exteriores armenio la negociación para resolver el conflicto, pero el gobierno armenio responde con un ultimátum, exigiendo la retirada georgiana de Borchalo (12 de diciembre de 1918). El embajador georgiano trata de regresar a su país para informar a su gobierno pero es retenido por tropas armenias y cuando alcanza su país, ya han comenzado los choques entre las tropas de los dos países.
Tras un intento poco decidido de detener los combates, el día 14 de febrero de 1918 el ministro de exteriores georgiano, Evgenii Gegechkori, acusa a Armenia ante el parlamento de ser la culpable del conflicto. El ministro de exteriores armenio responde de la misma manera al día siguiente, sucediéndose las recriminaciones.
Mientras, en el frente, el 12 los armenios derrotan a los georgianos en la aldea de Sanahin en Lorri, ocupada gracias a un ataque por sorpresa y comienzan a establecer una posición defensiva. Los armenios avanzan hacia Tiflis pero su ofensiva es detenida y los georgianos comienzan una contraofensiva en la que ganan una batalla decisiva en Shulaveri el 29 de diciembre de 1918. Tras ella el mando georgiano decide avanzar hacia Ereván como castigo al ataque armenio pero antes se llega a un alto el fuego que acaba con las hostilidades el 31 de diciembre en el pueblo de Sadakhlo, por mediación británica, que ya desde el 21 trataba de detener los combates.

## Fin de la guerra
Los términos del alto el fuego se negociaron entre los representantes franceses, británicos y georgianos, sin consultarse a los armenios, para los que no eran muy favorables.
Ambas partes firmaron un acuerdo de paz en enero de 1919, patrocinado por los británicos. El Gobierno armenio eliminó oficialmente sus reclamaciones de los distritos de Ardahan y Akhalkalaki, en tanto que Georgia accedió a  gobernar conjuntamente con Armenia la región de Lorri del distrito de Borchalo. El acuerdo no satisfizo a ninguno de los dos gobiernos y se mantuvo la desconfianza mutua y los graves problemas de transporte entre las dos repúblicas.
La guerra también resultó costosa políticamente para ambos países. Aunque los dos habían sufrido bajo el dominio otomano, no habían tardado en enzarzarse en una guerra entre ellos tan pronto lograron la independencia, mientras que otras naciones progresaban en la reconstrucción de los destrozos causados por la Primera Guerra Mundial. El conflicto desprestigió a ambos países ante los aliados que preparaban la conferencia de paz de París, hizo imposible la cooperación de las dos repúblicas en la misma y dejó patente el crecimiento de un nacionalismo imperialista en las dos naciones recién independizadas.